# 파브리스 자네
파브리스 자네(프랑스어: Fabrice Jeannet, 1980년 10월 20일~)는 프랑스의 은퇴한 펜싱 선수로 주 종목은 에페이다. 2004년 하계 올림픽에서 단체전 금메달을 획득했으며, 2008년 하계 올림픽에서 단체전 금메달, 개인전 은메달을 획득했다. 

## 개인사
형인 제롬 자네도 펜싱 선수이다.